# Harrisburg International Airport

i7
i11
i13
Der Harrisburg International Airport (IATA-Code: MDT, ICAO-Code: KMDT) ist der internationale Verkehrsflughafen der amerikanischen Stadt Harrisburg, der Hauptstadt des US-Bundesstaates Pennsylvania.
Nach dem Philadelphia International Airport und dem Pittsburgh International Airport ist der Harrisburg International Airport der drittgrößte Flughafen des Bundesstaates. Er wird von der Pennsylvania Air National Guard parallel als Harrisburg Air National Guard Base militärisch genutzt.

## Lage und Verkehrsanbindung
Der Harrisburg International Airport liegt 13 Kilometer südöstlich des Stadtzentrums von Harrisburg auf dem Gebiet der Stadt Middletown, direkt am Susquehanna River.
Nördlich des Flughafens verlaufen die Pennsylvania Route 230 und die Interstate 76 (Pennsylvania Turnpike).
Der Flughafen ist durch Busse in den Öffentlichen Personennahverkehr eingebunden. Die Route 7 der Capital Area Transit verbindet ihn regelmäßig mit den Stadtzentren von Harrisburg und Middletown. Außerdem verfügen beide Städte über Bahnhöfe am Keystone Corridor.

## Geschichte

### Vorgeschichte
Während des Spanisch-Amerikanischer Krieg im Jahr 1898 war das Gelände in Middletown Teil des Camp George G. Meade. Es beherbergte rund 30.000 Rekruten und zeitweise auch das Hauptquartier des United States Army Signal Corps. Das Camp Meade wurde bereits nach drei Monaten wieder geschlossen, da es für den Betrieb bei kaltem Wetter nicht ausgelegt war.
Während der 1910er Jahre wurde es von der H. J. Heinz Company landwirtschaftlich genutzt. Am 15. Mai 1917 erfolgte der Spatenstich für ein Lager des United States Army Signal Corps.

### Nutzung als Luftwaffenbasis
1918 landete das erste Flugzeug auf dem Gelände. Der United States Army Air Service nutzte den Flughafen anschließend, ab 1923 wurde er als Olmsted Field bezeichnet.
Während des Zweiten Weltkriegs wurde Olmsted Field Standort des Middletown Air Depot. Es diente als Nachschubdepot und zur Wartung und Überholung von Flugzeugen. Unter anderem wurden Consolidated B-24 überholt.
1947 wurde die Basis in Olmsted Air Force Base umbenannt. Diese wurde im Jahr 1969 geschlossen, anschließend ging der Flughafen in den Besitz des US-Bundesstaates Pennsylvania über und wurde für den zivilen Luftverkehr geöffnet. Bis zu diesem Jahr wurde der kommerzielle Luftverkehr noch über den kleineren, acht Kilometer nordwestlich gelegenen Capital City Airport abgewickelt. Einheiten der Pennsylvania Air National Guard blieben jedoch weiterhin am Flughafen stationiert. Zu Beginn wurde er als Olmstead State Airport bezeichnet, 1971 wurde der Flughafen in Harrisburg International Airport umbenannt.
1998 übertrug der US-Bundesstaat Pennsylvania den Flughafen an die Susquehanna Area Regional Airport Authority. Im Jahr 2004 wurde ein neues Passagierterminal errichtet. Das alte, nordwestlich gelegene Passagierterminal wurde 2014 abgerissen.

## Flughafenanlagen

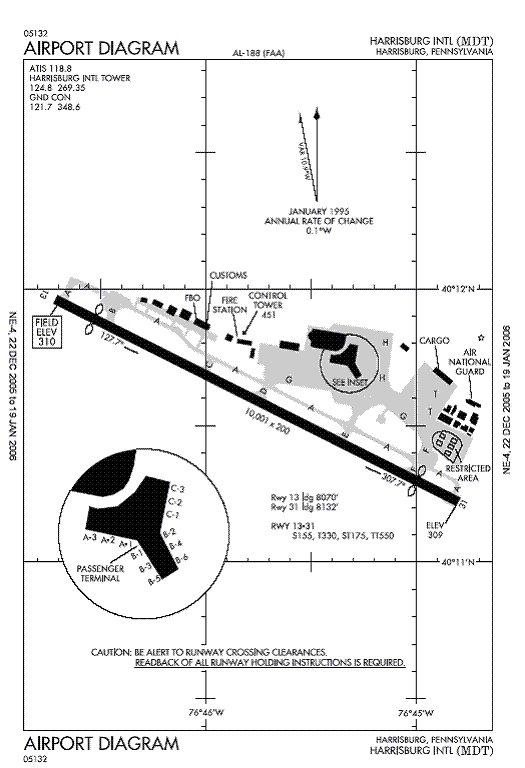
Flughafendiagramm

### Start- und Landebahn
Der Harrisburg International Airport verfügt über eine asphaltierte Start- und Landebahn mit der Bezeichnung 13/31. Sie ist 3048 Meter lang, 61 Meter breit und verläuft parallel zum rund 100 Meter entfernten Susquehanna River. Vor Hochwasser wird die Start- und Landebahn durch einen Deich geschützt.

### Terminal
Der Harrisburg International Airport verfügt über ein Passagierterminal mit zwölf Flugsteigen und Fluggastbrücken. Es befindet sich am mittleren Vorfeld.

### Militär

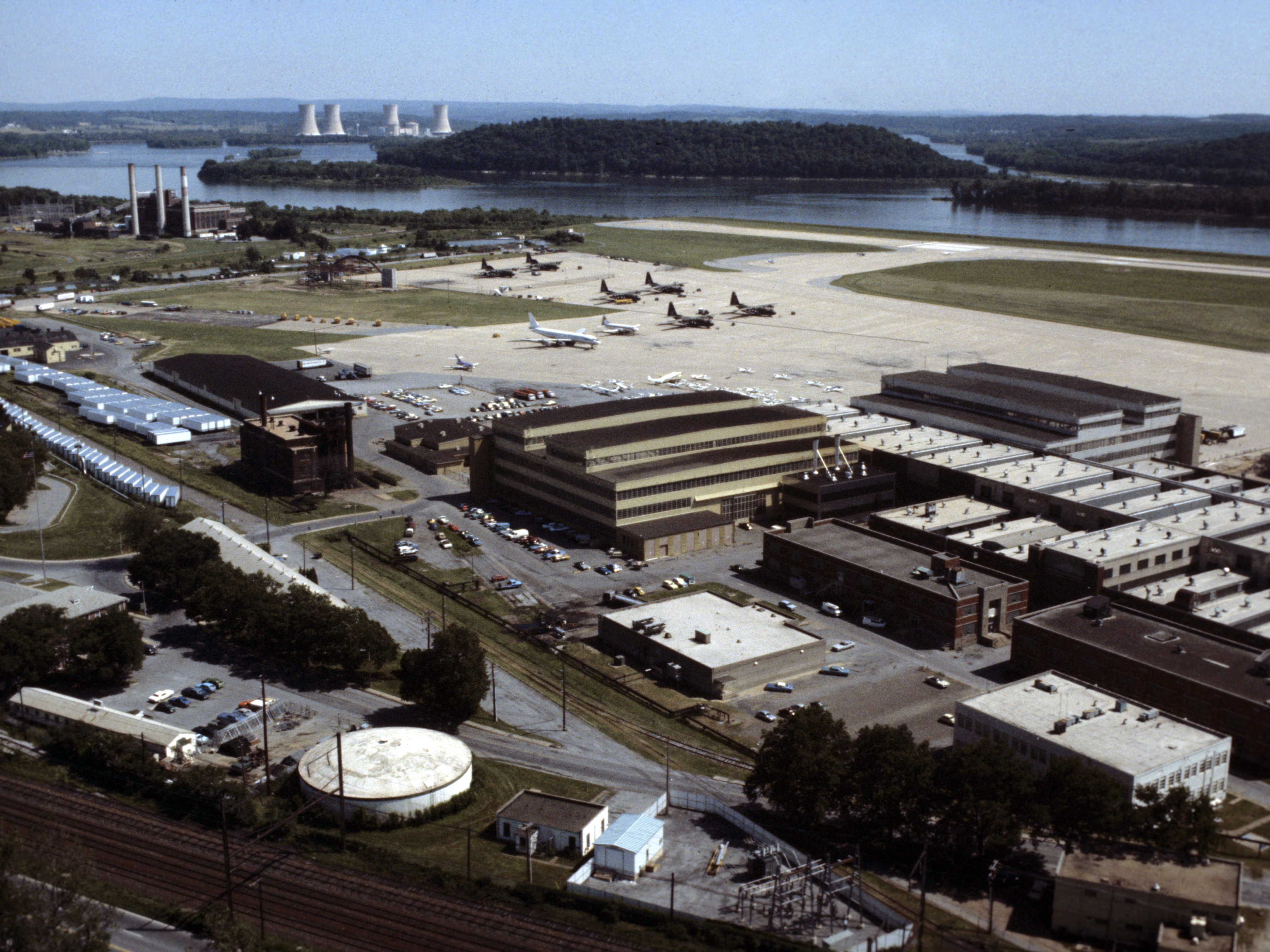
Flugzeuge der Pennsylvania Air National Guard, im Hintergrund das Kernkraftwerk Three Mile Island

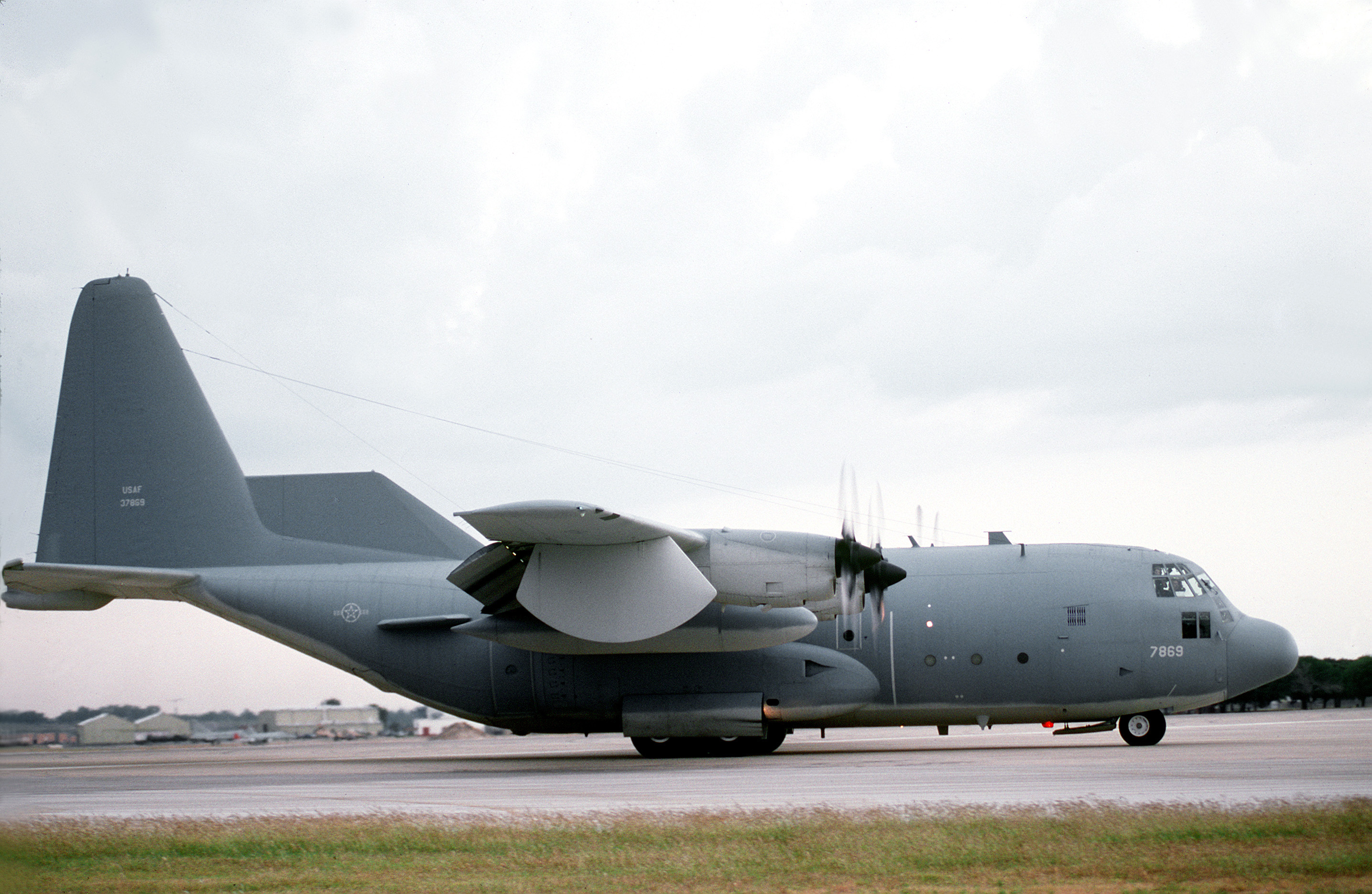
Lockheed EC-130E des 193d Special Operations Squadron

Die Pennsylvania Air National Guard nutzt den Flughafen als Harrisburg Air National Guard Base militärisch. Sie verfügt über Hangars und andere Einrichtungen am östlichen Vorfeld des Flughafengeländes. Außerdem ist ein Teil des östlichen Vorfelds für zivile Flugzeuge gesperrt. Auf dem Flughafen ist das mit Lockheed EC-130 ausgestattete 193d Special Operations Squadron stationiert.
Des Weiteren führen die VC-25A der United States Air Force auf dem Harrisburg International Airport gelegentlich Touch-and-Go-Übungen durch.

### Sonstige Einrichtungen
Der Kontrollturm der FAA befindet sich zwischen dem westlichen und dem zentralen Vorfeld.
Das Frachtterminal des Flughafens befindet sich am nicht-militärischen Teil des östlichen Vorfelds.

## Fluggesellschaften und Ziele
Der Harrisburg International Airport wird von führenden US-amerikanischen Passagierfluggesellschaften bedient. Die Passagierfluggesellschaften fliegen vor allem größere Drehkreuze innerhalb der Vereinigten Staaten an. Zeitweise wurden internationale Flüge nach Toronto–Pearson durchgeführt, diese wurden jedoch im Jahr 2018 eingestellt.
Daneben wird Harrisburg auch von Frachtfluggesellschaften genutzt.

## Zwischenfälle
- Am 25. Dezember 1944 wurde eine Douglas DC-3/C-47A-5-DL der United States Army Air Forces (USAAF) (Luftfahrzeugkennzeichen 42-23360) in einer Höhe von nur 213 Metern 5 Kilometer südwestlich des Flugplatzes Harrisburg in die Flanke eines Hügels geflogen. Durch diesen CFIT (Controlled flight into terrain) wurden von den 27 Insassen 12 getötet, alle vier Besatzungsmitglieder und 8 Passagiere.[15]

- Am 1. März 1950 verunglückte eine Curtiss C-46A-40-CU Commando der United States Air Force (USAF) (42-107320) bei der Landung auf der Harrisburg-Olmsted Air Force Base und ging in Flammen auf. Es gab keine Todesfälle.[16]

## Verkehrszahlen
| Jahr | Fluggastaufkommen | Luftfracht (Tonnen) | Flugbewegungen (mit Militär) |
| ---- | ----------------- | ------------------- | ---------------------------- |
| 2019 | 1.512.585         | 55.268              | 47.412                       |
| 2018 | 1.294.765         | 57.303              | 51.199                       |
| 2017 | 1.195.763         | 51.866              | 49.959                       |
| 2016 | 1.205.461         | 52.807              | 50.430                       |
| 2015 | 1.173.938         | 51.401              | 47.289                       |
| 2014 | 1.289.487         | 48.922              | 50.331                       |
| 2013 | 1.310.929         | 50.945              | 55.591                       |
| 2012 | 1.309.198         | 51.435              | 58.299                       |
| 2011 | 1.294.632         | 54.344              | 81.818                       |
| 2010 | 1.333.753         | 53.789              | 83.261                       |

### Verkehrsreichste Strecken
| Rang | Stadt                               | Passagiere | Fluggesellschaften                    |
| ---- | ----------------------------------- | ---------- | ------------------------------------- |
| 01   | Chicago–O’Hare, Illinois            | 153.630    | American Eagle, United/United Express |
| 02   | Charlotte, North Carolina           | 137.830    | American/American Eagle               |
| 03   | Atlanta, Georgia                    | 99.550     | Delta                                 |
| 04   | Philadelphia, Pennsylvania          | 73.600     | American Eagle                        |
| 05   | Detroit, Michigan                   | 59.790     | Delta Connection                      |
| 06   | Orlando/Sanford, Florida            | 47.040     | Allegiant                             |
| 07   | Washington-Dulles, Washington, D.C. | 43.660     | United Express                        |
| 08   | Florida, Florida                    | 27.000     | Frontier                              |
| 09   | St. Petersburg, Florida             | 21.320     | Allegiant                             |
| 10   | Punta Gorda, Florida                | 19.340     | Allegiant                             |